# Trinidad és Tobagó-i labdarúgó-válogatott
A Trinidad és Tobagó-i labdarúgó-válogatott – avagy becenevükön The Soca Warriors – Trinidad és Tobago nemzeti csapata, amelyet a Trinidad és Tobagó-i labdarúgó-szövetség irányít. A karib-térség legsikeresebb válogatottja eddig 8 alkalommal hódította el a karibi kupát, 2000-ben elődöntős volt a CONCACAF-aranykupán, illetve 2006-ban részt vett a labdarúgó-világbajnokságon.

## Története
A Trinidad és Tobagó-i labdarúgó-válogatott első mérkőzését 1905. július 21-én játszotta Brit Guyana csapata ellen, melyet 4–1-re megnyertek. A Trinidad és Tobagó-i labdarúgó-szövetséget (TTFA) meglehetősen korán, 1908-ban alapították. 1964-től a FIFA és a CONCACAF tagjai lettek. Trinidad és Tobago 1962-ig az Egyesült Királyság része volt. A világbajnokság selejtezőiben először 1966-ban indultak. 1967-ben részt vettek a Hondurasban rendezett a CONCACAF-bajnokságon, ahol a negyedik helyen végeztek, az 1969-es torát az ötödik helyen zárták. 1971-ben rendezőként szerepeltek a CONCACAF-bajnokságon. 1973-ban mindössze két pontra voltak attól, hogy kijussanak az 1974-es világbajnokságra. Ebben az is közrejátszott, hogy 1973. december 3-án Haiti ellen játszott mérkőzésükön 2–1-re kikaptak, miután öt góljukat is érvénytelenítették. A salvadori játékvezetőt, José Roberto Henríquezt és a kanadai partbírót, James Higuet-et örökre eltiltotta a FIFA. 1978-ban rendezőként adtak otthont az első ízben megrendezett karibi kupának. 1981-ben megnyerték a tornát.
2006-ban történetük során először részt vettek a világbajnokságon. Svédország ellen 0–0-ás döntetlennel kezdtek. Az Anglia és a Paraguay elleni mérkőzéseket 2–0-ra veszítették el.

## Nemzetközi eredmények
CONCACAF-aranykupa
- Bronzérmes: 1 alkalommal (2000)

CONCACAF-bajnokság
- Ezüstérmes: 1 alkalommal (1973)
- Bronzérmes: 1 alkalommal (1989)

CFU-bajnokság
- Aranyérmes: 1 alkalommal (1981)
- Ezüstérmes: 1 alkalommal (1983)

Karibi kupa
- Aranyérmes: 8 alkalommal (1981, 1988, 1989, 1992, 1994, 1995, 1996, 1997, 1999, 2001)
- Ezüstérmes: 7 alkalommal (1978, 1983, 1991, 1998, 2007, 2012, 2014)
- Bronzérmes: 2 alkalommal (1993, 2005)

Közép-amerikai és karibi játékok
- Ezüstérmes: 1 alkalommal (1974)

Pánamerikai játékok
- Bronzérmes: 1 alkalommal (1967)

### Világbajnoki szereplés
| Év       | Eredmény                         | Helyezés                         | M                                | GY                               | D                                | V                                | RG                               | KG                               |
| -------- | -------------------------------- | -------------------------------- | -------------------------------- | -------------------------------- | -------------------------------- | -------------------------------- | -------------------------------- | -------------------------------- |
| 1930     | Az Egyesült Királyság része volt | Az Egyesült Királyság része volt | Az Egyesült Királyság része volt | Az Egyesült Királyság része volt | Az Egyesült Királyság része volt | Az Egyesült Királyság része volt | Az Egyesült Királyság része volt | Az Egyesült Királyság része volt |
| 1934     | Az Egyesült Királyság része volt | Az Egyesült Királyság része volt | Az Egyesült Királyság része volt | Az Egyesült Királyság része volt | Az Egyesült Királyság része volt | Az Egyesült Királyság része volt | Az Egyesült Királyság része volt | Az Egyesült Királyság része volt |
| 1938     | Az Egyesült Királyság része volt | Az Egyesült Királyság része volt | Az Egyesült Királyság része volt | Az Egyesült Királyság része volt | Az Egyesült Királyság része volt | Az Egyesült Királyság része volt | Az Egyesült Királyság része volt | Az Egyesült Királyság része volt |
| 1950     | Az Egyesült Királyság része volt | Az Egyesült Királyság része volt | Az Egyesült Királyság része volt | Az Egyesült Királyság része volt | Az Egyesült Királyság része volt | Az Egyesült Királyság része volt | Az Egyesült Királyság része volt | Az Egyesült Királyság része volt |
| 1954     | Az Egyesült Királyság része volt | Az Egyesült Királyság része volt | Az Egyesült Királyság része volt | Az Egyesült Királyság része volt | Az Egyesült Királyság része volt | Az Egyesült Királyság része volt | Az Egyesült Királyság része volt | Az Egyesült Királyság része volt |
| 1958     | Az Egyesült Királyság része volt | Az Egyesült Királyság része volt | Az Egyesült Királyság része volt | Az Egyesült Királyság része volt | Az Egyesült Királyság része volt | Az Egyesült Királyság része volt | Az Egyesült Királyság része volt | Az Egyesült Királyság része volt |
| 1962     | Az Egyesült Királyság része volt | Az Egyesült Királyság része volt | Az Egyesült Királyság része volt | Az Egyesült Királyság része volt | Az Egyesült Királyság része volt | Az Egyesült Királyság része volt | Az Egyesült Királyság része volt | Az Egyesült Királyság része volt |
| 1966     | Nem jutott be                    | Nem jutott be                    | Nem jutott be                    | Nem jutott be                    | Nem jutott be                    | Nem jutott be                    | Nem jutott be                    | Nem jutott be                    |
| 1970     | Nem jutott be                    | Nem jutott be                    | Nem jutott be                    | Nem jutott be                    | Nem jutott be                    | Nem jutott be                    | Nem jutott be                    | Nem jutott be                    |
| 1974     | Nem jutott be                    | Nem jutott be                    | Nem jutott be                    | Nem jutott be                    | Nem jutott be                    | Nem jutott be                    | Nem jutott be                    | Nem jutott be                    |
| 1978     | Nem jutott be                    | Nem jutott be                    | Nem jutott be                    | Nem jutott be                    | Nem jutott be                    | Nem jutott be                    | Nem jutott be                    | Nem jutott be                    |
| 1982     | Nem jutott be                    | Nem jutott be                    | Nem jutott be                    | Nem jutott be                    | Nem jutott be                    | Nem jutott be                    | Nem jutott be                    | Nem jutott be                    |
| 1986     | Nem jutott be                    | Nem jutott be                    | Nem jutott be                    | Nem jutott be                    | Nem jutott be                    | Nem jutott be                    | Nem jutott be                    | Nem jutott be                    |
| 1990     | Nem jutott be                    | Nem jutott be                    | Nem jutott be                    | Nem jutott be                    | Nem jutott be                    | Nem jutott be                    | Nem jutott be                    | Nem jutott be                    |
| 1994     | Nem jutott be                    | Nem jutott be                    | Nem jutott be                    | Nem jutott be                    | Nem jutott be                    | Nem jutott be                    | Nem jutott be                    | Nem jutott be                    |
| 1998     | Nem jutott be                    | Nem jutott be                    | Nem jutott be                    | Nem jutott be                    | Nem jutott be                    | Nem jutott be                    | Nem jutott be                    | Nem jutott be                    |
| 2002     | Nem jutott be                    | Nem jutott be                    | Nem jutott be                    | Nem jutott be                    | Nem jutott be                    | Nem jutott be                    | Nem jutott be                    | Nem jutott be                    |
| 2006     | Csoportkör                       | 27.                              | 3                                | 0                                | 0                                | 3                                | 0                                | 4                                |
| 2010     | Nem jutott be                    | Nem jutott be                    | Nem jutott be                    | Nem jutott be                    | Nem jutott be                    | Nem jutott be                    | Nem jutott be                    | Nem jutott be                    |
| 2014     | Nem jutott be                    | Nem jutott be                    | Nem jutott be                    | Nem jutott be                    | Nem jutott be                    | Nem jutott be                    | Nem jutott be                    | Nem jutott be                    |
| 2018     | Nem jutott be                    | Nem jutott be                    | Nem jutott be                    | Nem jutott be                    | Nem jutott be                    | Nem jutott be                    | Nem jutott be                    | Nem jutott be                    |
| 2022     | Nem jutott be                    | Nem jutott be                    | Nem jutott be                    | Nem jutott be                    | Nem jutott be                    | Nem jutott be                    | Nem jutott be                    | Nem jutott be                    |
| Összesen | Csoportkör                       | 1/22                             | 3                                | 0                                | 0                                | 3                                | 0                                | 4                                |

### CONCACAF-aranykupa-szereplés
| CONCACAF-bajnokság/CONCACAF-aranykupa | CONCACAF-bajnokság/CONCACAF-aranykupa | CONCACAF-bajnokság/CONCACAF-aranykupa | CONCACAF-bajnokság/CONCACAF-aranykupa | CONCACAF-bajnokság/CONCACAF-aranykupa | CONCACAF-bajnokság/CONCACAF-aranykupa | CONCACAF-bajnokság/CONCACAF-aranykupa | CONCACAF-bajnokság/CONCACAF-aranykupa | CONCACAF-bajnokság/CONCACAF-aranykupa |                        | Selejtezők             | Selejtezők             | Selejtezők             | Selejtezők             | Selejtezők             | Selejtezők   |
| Év                                    | Eredmény                              | Hely                                  | M                                     | GY                                    | D                                     | V                                     | RG                                    | KG                                    | M                      | GY                     | D                      | V                      | RG                     | KG                     |              |
| ------------------------------------- | ------------------------------------- | ------------------------------------- | ------------------------------------- | ------------------------------------- | ------------------------------------- | ------------------------------------- | ------------------------------------- | ------------------------------------- | ---------------------- | ---------------------- | ---------------------- | ---------------------- | ---------------------- | ---------------------- | ------------ |
| 1963                                  | Nem indult                            | Nem indult                            | Nem indult                            | Nem indult                            | Nem indult                            | Nem indult                            | Nem indult                            | Nem indult                            | Nem indult             | Nem indult             | Nem indult             | Nem indult             | Nem indult             | Nem indult             | Nem indult   |
| 1965                                  | Visszalépett                          | Visszalépett                          | Visszalépett                          | Visszalépett                          | Visszalépett                          | Visszalépett                          | Visszalépett                          | Visszalépett                          | Visszalépett           | Visszalépett           | Visszalépett           | Visszalépett           | Visszalépett           | Visszalépett           | Visszalépett |
| 1967                                  | Körmérkőzés                           | 4.                                    | 5                                     | 2                                     | 0                                     | 3                                     | 6                                     | 10                                    | 4                      | 2                      | 1                      | 1                      | 7                      | 7                      |              |
| 1969                                  | Körmérkőzés                           | 5.                                    | 5                                     | 1                                     | 1                                     | 3                                     | 4                                     | 12                                    | Automatikusan bejutott | Automatikusan bejutott | Automatikusan bejutott | Automatikusan bejutott | Automatikusan bejutott | Automatikusan bejutott |              |
| 1971                                  | Körmérkőzés                           | 5.                                    | 5                                     | 1                                     | 2                                     | 2                                     | 6                                     | 12                                    | Rendező                | Rendező                | Rendező                | Rendező                | Rendező                | Rendező                |              |
| 1973                                  | Körmérkőzés                           | 2.                                    | 5                                     | 3                                     | 0                                     | 2                                     | 11                                    | 4                                     | 4                      | 3                      | 1                      | 0                      | 16                     | 4                      |              |
| 1977                                  | Nem jutott be                         | Nem jutott be                         | Nem jutott be                         | Nem jutott be                         | Nem jutott be                         | Nem jutott be                         | Nem jutott be                         | Nem jutott be                         | Nem jutott be          | 6                      | 2                      | 2                      | 2                      | 10                     | 9            |
| 1981                                  | Nem jutott be                         | Nem jutott be                         | Nem jutott be                         | Nem jutott be                         | Nem jutott be                         | Nem jutott be                         | Nem jutott be                         | Nem jutott be                         | Nem jutott be          | 4                      | 1                      | 2                      | 1                      | 1                      | 2            |
| 1985                                  | Csoportkör                            | 7.                                    | 4                                     | 0                                     | 1                                     | 3                                     | 2                                     | 7                                     | Automatikusan bejutott | Automatikusan bejutott | Automatikusan bejutott | Automatikusan bejutott | Automatikusan bejutott | Automatikusan bejutott |              |
| 1989                                  | Körmérkőzés                           | 3.                                    | 8                                     | 3                                     | 3                                     | 2                                     | 7                                     | 5                                     | 4                      | 2                      | 2                      | 0                      | 6                      | 1                      |              |
| 1991                                  | Csoportkör                            | 5.                                    | 3                                     | 1                                     | 0                                     | 2                                     | 3                                     | 4                                     | 5                      | 3                      | 0                      | 2                      | 12                     | 5                      |              |
| 1993                                  | Nem jutott be                         | Nem jutott be                         | Nem jutott be                         | Nem jutott be                         | Nem jutott be                         | Nem jutott be                         | Nem jutott be                         | Nem jutott be                         | Nem jutott be          | 5                      | 2                      | 1                      | 2                      | 10                     | 10           |
| 1996                                  | Csoportkör                            | 7.                                    | 2                                     | 0                                     | 0                                     | 2                                     | 4                                     | 6                                     | 5                      | 4                      | 0                      | 1                      | 21                     | 3                      |              |
| 1998                                  | Csoportkör                            | 6.                                    | 2                                     | 1                                     | 0                                     | 1                                     | 5                                     | 5                                     | 4                      | 2                      | 1                      | 1                      | 9                      | 3                      |              |
| 2000                                  | Bronzérmes                            | 3.                                    | 4                                     | 2                                     | 0                                     | 2                                     | 6                                     | 8                                     | 5                      | 4                      | 0                      | 1                      | 18                     | 6                      |              |
| 2002                                  | Csoportkör                            | 10.                                   | 2                                     | 0                                     | 1                                     | 1                                     | 1                                     | 2                                     | 5                      | 4                      | 0                      | 1                      | 13                     | 3                      |              |
| 2003                                  | Nem jutott be                         | Nem jutott be                         | Nem jutott be                         | Nem jutott be                         | Nem jutott be                         | Nem jutott be                         | Nem jutott be                         | Nem jutott be                         | Nem jutott be          | 7                      | 3                      | 0                      | 4                      | 8                      | 9            |
| 2005                                  | Csoportkör                            | 10.                                   | 3                                     | 0                                     | 2                                     | 1                                     | 3                                     | 5                                     | 10                     | 7                      | 0                      | 3                      | 22                     | 8                      |              |
| 2007                                  | Csoportkör                            | 11.                                   | 3                                     | 0                                     | 1                                     | 2                                     | 2                                     | 5                                     | 5                      | 3                      | 1                      | 1                      | 13                     | 6                      |              |
| 2009                                  | Nem jutott be                         | Nem jutott be                         | Nem jutott be                         | Nem jutott be                         | Nem jutott be                         | Nem jutott be                         | Nem jutott be                         | Nem jutott be                         | Nem jutott be          | 6                      | 3                      | 2                      | 1                      | 11                     | 8            |
| 2011                                  | Nem jutott be                         | Nem jutott be                         | Nem jutott be                         | Nem jutott be                         | Nem jutott be                         | Nem jutott be                         | Nem jutott be                         | Nem jutott be                         | Nem jutott be          | 6                      | 4                      | 0                      | 2                      | 13                     | 6            |
| 2013                                  | Negyeddöntő                           | 6.                                    | 4                                     | 1                                     | 1                                     | 2                                     | 4                                     | 5                                     | 11                     | 6                      | 3                      | 2                      | 23                     | 7                      |              |
| 2015                                  | Negyeddöntő                           | 5.                                    | 4                                     | 2                                     | 2                                     | 0                                     | 10                                    | 6                                     | 7                      | 5                      | 2                      | 0                      | 16                     | 5                      |              |
| 2017                                  | Nem jutott be                         | Nem jutott be                         | Nem jutott be                         | Nem jutott be                         | Nem jutott be                         | Nem jutott be                         | Nem jutott be                         | Nem jutott be                         | Nem jutott be          | 4                      | 1                      | 0                      | 3                      | 8                      | 8            |
| 2019                                  | Csoportkör                            | 14.                                   | 3                                     | 0                                     | 1                                     | 2                                     | 1                                     | 9                                     | Automatikusan bejutott | Automatikusan bejutott | Automatikusan bejutott | Automatikusan bejutott | Automatikusan bejutott | Automatikusan bejutott |              |
| 2021                                  | Csoportkör                            | 12.                                   | 3                                     | 0                                     | 2                                     | 1                                     | 1                                     | 3                                     | 6                      | 1                      | 3                      | 2                      | 10                     | 11                     |              |
| Összesen                              | Ezüstérmes                            | 17/26                                 | 65                                    | 17                                    | 17                                    | 31                                    | 76                                    | 108                                   | 113                    | 62                     | 19                     | 30                     | 257                    | 121                    |              |

## Játékosok

### Híresebb játékosok
- Dwight Yorke
- Stern John
- Carlos Edwards
- Marvin Andrews
- Christopher Birchall
- Angus Eve
- Cornell Glen
- Shaka Hislop
- Clayton Ince
- Avery John
- Kenwyne Jones
- Russell Latapy
- Jason Scotland
- Brent Sancho

## Külső hivatkozások
- A Soca Warriors hivatalos honlapja
- Trinidad és Tobagó-i Labdarúgó-szövetség hivatalos oldala
- Trinidad és Tobago a FIFA.com-on Archiválva 2013. szeptember 29-i dátummal a Wayback Machine-ben (angolul)
- Trinidad és Tobago a CONCACAF.com-on (angolul)
- Trinidad és Tobago mérkőzéseinek eredményei az rsssf.com-on (angolul)
- Trinidad és Tobago mérkőzéseinek eredményei az EloRatings.net-en (angolul)
- Trinidad és Tobago a national-football-teams.com-on (angolul)
- Trinidad és Tobago mérkőzéseinek eredményei a Roon BA-n (angolul)
- Trinidad és Tobago a transfermarkt.de-n (németül)
- Trinidad és Tobago a weltussball.de-n (németül)
- Trinidad és Tobago a fedefutbol.net-en (spanyolul)